# Thiago Lacerda
Thiago Ribeiro Lacerda (Río de Janeiro, 19 de enero de 1978) es un actor brasileño.

## Biografía
Desde los 16 años se dedicó a la natación, destacando notablemente obteniendo más de 150 medallas, tras retirase de este deporte se dedicó a hacer publicidad como modelo y también trabajar como vendedor en una tienda.
Después de este periodo decide ingresar a la facultad de administración, en esa época resuelve tomar un curso de interpretación, ya que a su parecer necesitaba perder la timidez para la carrera que había escogido, nunca pensó en ejercer como actor, pero al empezar las clases se enamoró de la actuación. Thiago estaba por comenzar la práctica en administración cuando recibe la noticia de que ha sido selecciona para un pequeño rol en la serie "La nueva ola", dando así su primer paso hacia la fama.
En 1998 a menos de un año de estrenar en la Red Globo, es escogido entre 40 candidatos para interpretar el papel de Aramel, el Bello, de la miniserie "Hilda Huracán".Al año siguiente obtiene el papel protagonista en la novela "Terra Nostra", siendo así en este punto donde su carrera despega y se convierte en el ídolo de generaciones adolescentes.

## Filmografía

### Televisión
| Año  | Título                       | Personaje                            |
| ---- | ---------------------------- | ------------------------------------ |
| 1997 | Malhação                     | Lucas (Lula)                         |
| 1998 | Hilda Furacão                | Aramel                               |
| 1998 | Pecado Capital               | Vicente Lisboa                       |
| 1999 | Terra Nostra                 | Matteo Batistela                     |
| 2000 | Aquarela do Brasil           | Mário Lopes                          |
| 2001 | As Filhas da Mãe             | Adriano Araújo                       |
| 2002 | El beso del vampiro          | Beto / Conde Rogério                 |
| 2003 | La casa de las siete mujeres | Giuseppe Garibaldi                   |
| 2003 | Celebridad                   | Otávio Albuquerque                   |
| 2004 | Sob Nova Direção             | Pedro                                |
| 2005 | América                      | Alexander "Alex" Camargo             |
| 2006 | Páginas de la vida           | Jorge Fragoso Martins de Andrade     |
| 2007 | Eterna Magia                 | Conrado O'Neill                      |
| 2008 | Episódio Especial            | Él mismo                             |
| 2009 | Vivir la vida                | Bruno Marcondes                      |
| 2010 | S.O.S. Emergência            | Júnior                               |
| 2010 | As Cariocas                  | Silvinho                             |
| 2011 | Cuento encantado             | Rey Teobaldo                         |
| 2011 | La vida sigue                | Dr. Lúcio Pereira                    |
| 2013 | Preciosa perla               | Antônio "Toni" Baldo                 |
| 2014 | O tempo e o vento            | Capitán Rodrigo Cambará              |
| 2014 | Por siempre                  | Marcos Bittencourt                   |
| 2016 | Liberdade, Liberdade         | Joaquim Xavier da Silva (Tiradentes) |
| 2016 | A Lei do Amor                | Ciro                                 |
| 2018 | Orgulho e Paixão             | Darcy Williamson                     |